# Кса (кратер)
Кса (лат. Ksa) — 39-километровый ударный кратер на самом большом спутнике Сатурна — Титане. Был обнаружен на радиолокационном снимке, сделанном космическим аппаратом «Кассини» 7 сентября 2006 года.

## География и геология
Координаты центра — 14°00′ с. ш. 65°24′ з. д. / 14° с. ш. 65,4° з. д.. Кратер расположен на северо-западе тёмной местности Фенсал. К северо-западу от него находятся каналы Эливагар, а также крупнейший ударный кратер Титана — Менрва. На востоке от него находится 40-километровый кратер Момой.
Кса — один из самых маленьких наименованных ударных кратеров Титана. Это самый типичный и хорошо сохранившийся из всех известных ударных кратеров спутника. Он имеет центральную горку и кольцевой вал, а снаружи окружён выбросами, в кольце которых просматриваются радиальные лучи. К западу от кратера это кольцо неполное (не хватает более трети площади). Окружающая его местность покрыта длинными дюнами. В некоторых местах они перекрыты выбросами и, следовательно, старше кратера. Но другие дюны, вероятно, образовались позже него.
Глубина кратера — около 800 м, а его вал возвышается на 300–500 м над окружающей местностью. Его центральная горка, вал и выбросы на радарных снимках выглядят яркими, а днище — тёмным. Следовательно, оно довольно гладкое на масштабах порядка длины волны, используемой радаром «Кассини» (2,2 см). Вероятно, его сделал гладким ударный расплав.
К настоящему времени космический аппарат «Кассини», находящийся на орбите Сатурна, исследует поверхность Титана, когда сближается с ним, благодаря этому удалось подтвердить наличие на его поверхности десяти крупных кратеров (на апрель 2015). 
Плотная атмосфера Титана из азота препятствует образованию кратера диаметром меньше 20 км, потому что метеорит во время падения успевает сгореть в атмосфере, так и не достигнув поверхности. В 2007 году было заявлено, что в течение следующих семи лет «Кассини» будет проводить радиолокацию поверхности Титана, и выражена надежда на обнаружение новых кратеров в связи с картографированием около 50 % его поверхности.

## Эпоним
Кратер назван в честь Кса — бога мудрости племени оглала народа лакота.. Это название было утверждено Международным астрономическим союзом в 2006 году.